# Alpes do Monte Rosa
Os Alpes do Monte Rosa (em italiano:  Alpi del Monte Rosa) é um maciço montanhoso que faz parte dos Alpes Ocidentais na sua secção dos Alpes Peninos e se encontra  em parte no Vale de Aosta e no Piemonte em Itália, e no cantão do Valais na Suíça. O ponto mais alto é a Pico Dufour com 4.634 m.

## Diferença
A distinção entre  Alpes do Monte Rosa e Maciço do Monte Rosa é que os Alpes incluem  também a cresta de montanhas que continuam para Sul implicando os  três vales valdostanos - da região de Aosta;  Valtournenche, Vale de Ayas e Vale do Lys -   assim como os vales piemonteses' - da região do Piemonte;   Valsesia e Vale Anzasca.

## Situação
Em volta do maciço encontra-se entre outros o Colo do Teodulo, Zermatt, Passo do Monte Moro,  Vale Anzasca, Vale de Ossola, Varallo Sesia, Piode, Cole do Loo, Vale do Lys, Pont-Saint-Martin, Rio Dora Baltea e Valtournenche

## SOIUSA
A Subdivisão Orográfica Internacional Unificada do Sistema Alpino (SOIUSA) criada em 2005, dividiu os Alpes em duas grandes partes:Alpes Ocidentais e Alpes Orientais, separados pela linha formada pelo  Rio Reno - Passo de Spluga - Lago de Como - Lago de Lecco.
Os Alpes Peninos são formados pelo conjunto dos Alpes do Grande Combin, Alpes de Weisshorn e do Cervino, Alpes do Monte Rosa, Alpes de Biella e Cusiane, e Alpes de Mischabel e de Weissmies

### Classificação  SOIUSA
Segundo a SOIUSA este acidente orográfico é uma Sub-secção alpina  com as seguintes características
- Parte = Alpes Ocidentais
- Grande sector alpino = Alpes Ocidentais-Norte
- Secção alpina = Alpes Peninos
- Sub-secção alpina = Alpes do Monte Rosa
- Código = I/B-9.III

## Imagens

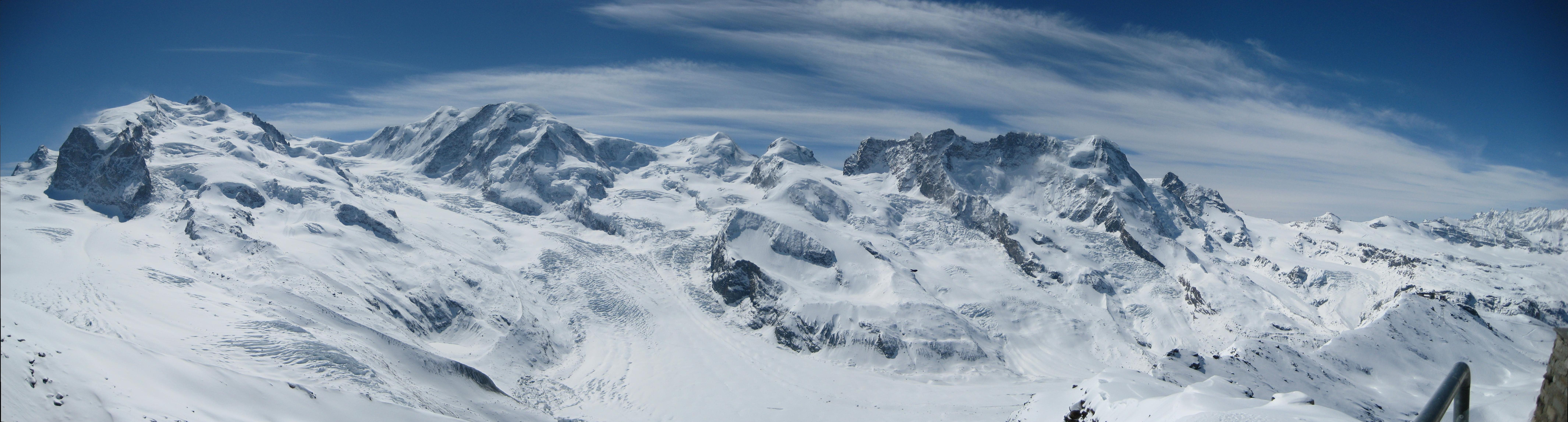
O maciço do Monte Rosa visto do Norte